# Брутализам
Брутализам је архитектонски стил модерне архитектуре који се нарочито развијао од 1954. до 1970. године. Назив је добио по француском изразу „beton brut“ који означава „груб“ бетон. Овај термин је француски архитекта Ле Корбизје употребљавао да би описао ливени бетон са видљивим траговима оплате коришћен на већини његових зграда саграђених након Другог светског рата. Термин је почео масовно да се користи након објављивања књиге Рајнера Банхама The New Brutalism: Ethic or Aesthetic? која се бави покушајем да се окарактерише до тада настала група праваца деловања, нарочито у Европи.

## Историја
У енглеском граду Хунстантон 1954. је завршена зграда средње школе чији су аутори били Алисон и Питер Смитсон. Блокови ове зграде су на први поглед одговарали интернационалном стилу градње у којој је новост била примена бетонских сирових површина зидова и плафона као и видљива инсталација. Сами аутори су још за време студија почели да употребљавају термин брутализам. У вези са радовима Ле Корбизјеа са сировим бетоном грађени су објекти који су имали бетон у изгледима који није био обрађиван „Зихтбетон“.

## Карактеристика
Брутализам исто тако као и модерна, минимализам и интернационални стил у архитектури је правац који је имао много елемената који су били поновљени. Он је ово обогаћивао ауторским елементима по правилу масивно формираним од бетонских грубих и необрађених елемената. Бетон се одливао у грубу дрвену оплату са намером да буде за поглед ефектан и интересантан у свом грубом изгледу.
Бетон који је увек био материјал претежно конструктиван сам без себе без естетског деловања постао је елемент за декоративни и ликовни учинак на посматрача. Садржај и форма сами о себи не постоје и за своје изјашњавање потребан им је материјал. Бетон нема облик као сировина и његов облик се добија после уградње и стврдњавања. Нови брутализам у 50.-тим годинама је наглашавао естетичку страну- уплатњавање сировог материјала у његовој нескривеној природној структури. Пре је бетонска површина сматрана за мање вредну и несвршену и погодну само за објекте који нису имали естетске захтеве. Овај правац није откривен у ново доба и имао је своје претходнике на почетку века у Ф. Л. Рајту и другим архитектима али се развијао у послератним годинама у настављању на функционализам и реакцију на рационално усмерене индустријализујуће тенденције. Ови објекти са бетоном у изгледу могу дати објектима живу површину и богати пластички израз али са собом доноси масивну изградњу у којој није могуће касније ништа мењати без икакве флексибилности и то су монолитне грађевине које имају поред другог и привилегију да није битно шта то кошта.
Честим елементом у бруталистичкој архитектури су елементи стубова на којим стоји цела зграда. За разлику од функционализма који надовезује на брутализам он није механички примењен систем правила. Брутализам се никада није тако развио као правац функционализма и његови деривати.
Брутализам је изразито доминантна архитектура и намерно делује монументалном једнозначношћу свога израза и због тога је критикован јер је игнорисао околне историјске објекте и док су архитекти били фасцинирани изгледом и утисцима које је представљао брутализам он није био прихваћен од стране широке публике и у њој није нашао свога поборника.